# دور المجموعات في كأس الكونفيدرالية الإفريقية 2011
مباريات كأس الاتحاد الكونفدرالي الأفريقي لكرة القدم 2011 دور المجموعات مقرر أن تأخذ مكانها بين يوليو وسبتمبر 2011. أيام المباريات هي: 15–17 يوليو، 29–31 يوليو، 12–14 أغسطس، 26–28 أغسطس، 9–11 سبتمبر، و 16–18 سبتمبر.
دور المجموعات يحتوي على الثمانية الفائزون من جولة الملحق. هم سوف يوضعون إلى مجموعتين اثنين من أربع، حيث هم سيلعبون ضد بعضهم البعض ذهاب-و-إياب. الفريقين الاثنين الأعلى في كل مجموعة سوف يذهبون إلى نصف النهائي.

## التصنيف
القرعة لدور المجموعات (التي أعقبت القرعة لجولة الملحق) أخذت مكانها يوم 15 مايو 2011، في مقر الكاف في القاهرة.
الإجراءات لقرعة دور المجموعات أعلنت يوم 12 مايو. الفائزون من مواجهات جولة الملحق الثمانية سوف وضعوا في وعائين أثنين. الفائزين من هذه المواجهات تنطوي الأثنين الأعلى تصنيف في قرعة جولة الملحق كانوا في وعاء 1، حيث الفائزين الستة الآخرين كانوا في وعاء 2. كل مجموعة تحتوي فريق واحد من وعاء 1 وثلاث فرق من وعاء 2.
|                                           | مواجهات جولة الملحق | مواجهات جولة الملحق                         | مواجهات جولة الملحق        |
| فريق 1 (خاسرون دوري الأبطال الدور الثاني) | v                   | فريق 2 (فائزون كأس الكوندرالي الدور الثاني) |                            |
| ----------------------------------------- | ------------------- | ------------------------------------------- | -------------------------- |
| وعاء 1                                    | v                   | (أعلى تصنيف) وفاق سطيف                      | كادونا يونايتد             |
| وعاء 1                                    | v                   | دياراف                                      | شبيبة القبائل (أعلى تصنيف) |
| وعاء 2                                    | v                   | النادي الإفريقي                             | سوفاباكا                   |
| وعاء 2                                    | v                   | الاتحاد                                     | سانشاين ستارز              |
| وعاء 2                                    | v                   | زيسكو يونايتد                               | المغرب الفاسي              |
| وعاء 2                                    | v                   | (سيمبا †                                    | موتيما بيمبي               |
| وعاء 2                                    | v                   | أسيك ميموسا                                 | أول اغسطس                  |
| وعاء 2                                    | v                   | إنتر لواندا                                 | الدفاع الجديدي             |

ملاحظات:
- الفائز من كل مواجهة ظاهر بالعريض
- † فائز الملحق بسبب استبعاد تي. بي. مازيمبي

## المجموعات
ترتيب كسر التعادل يستخدم عندما يكون فريقين أو أكثر متساويين في النقاط هي:
1. عدد نقاط التي تم الحصول عليها في المباريات بين الفرق المعنية؛
2. فارق أهداف في المباريات بين الفرق المعنية؛
3. أهداف مسجلة في المباريات بين الفرق المعنية؛
4. أهداف مسجلة خارج القواعد في المباريات بين الفرق المعنية؛
5. فارق الأهداف في جميع المباريات؛
6. أهداف مسجلة في جميع المباريات؛
7. سحب القرعة.

### مجموعة أ
| فريق            | نقاط | فرق | عليه | له | خ | ت | ف | لعب |
| --------------- | ---- | --- | ---- | -- | - | - | - | --- |
| كادونا يونايتد  | 1    | 0   | 1    | 1  | 0 | 1 | 0 | 1   |
| إنتر لواندا     | 1    | 0   | 1    | 1  | 0 | 1 | 0 | 1   |
| أسيك ميموسا     | 1    | 0   | 1    | 1  | 0 | 1 | 0 | 1   |
| النادي الإفريقي | 1    | 0   | 1    | 1  | 0 | 1 | 0 | 1   |

| كادونا يونايتد | 1 – 1 | إنتر لواندا |
| -------------- | ----- | ----------- |
|                |       |             |

| أسيك ميموسا | 1 – 1 | النادي الإفريقي |
| ----------- | ----- | --------------- |
|             |       |                 |

| النادي الإفريقي | ضد | كادونا يونايتد |
| --------------- | -- | -------------- |
|                 |    |                |

| إنتر لواندا | ضد | أسيك ميموسا |
| ----------- | -- | ----------- |
|             |    |             |

| أسيك ميموسا | ضد | كادونا يونايتد |
| ----------- | -- | -------------- |
|             |    |                |

| النادي الإفريقي | ضد | إنتر لواندا |
| --------------- | -- | ----------- |
|                 |    |             |

| كادونا يونايتد | ضد | أسيك ميموسا |
| -------------- | -- | ----------- |
|                |    |             |

| إنتر لواندا | ضد | النادي الإفريقي |
| ----------- | -- | --------------- |
|             |    |                 |

| النادي الإفريقي | ضد | أسيك ميموسا |
| --------------- | -- | ----------- |
|                 |    |             |

| إنتر لواندا | ضد | كادونا يونايتد |
| ----------- | -- | -------------- |
|             |    |                |

| كادونا يونايتد | ضد | النادي الإفريقي |
| -------------- | -- | --------------- |
|                |    |                 |

| أسيك ميموسا | ضد | إنتر لواندا |
| ----------- | -- | ----------- |
|             |    |             |

### مجموعة ب
| فريق          | نقاط | فرق | عليه | له | خ | ت | ف | لعب |
| ------------- | ---- | --- | ---- | -- | - | - | - | --- |
| سانشاين ستارز | 3    | 2+  | 0    | 2  | 0 | 0 | 1 | 1   |
| المغرب الفاسي | 3    | 1+  | 0    | 1  | 0 | 0 | 1 | 1   |
| شبيبة القبائل | 0    | 1−  | 1    | 0  | 1 | 0 | 0 | 1   |
| موتيما بيمبي  | 0    | 2−  | 2    | 0  | 1 | 0 | 0 | 1   |

| سانشاين ستارز | 0 – 2 | موتيما بيمبي |
| ------------- | ----- | ------------ |
|               |       |              |

| المغرب الفاسي | 0 – 1 | شبيبة القبائل |
| ------------- | ----- | ------------- |
|               |       |               |

| شبيبة القبائل | ضد | سانشاين ستارز |
| ------------- | -- | ------------- |
|               |    |               |

| موتيما بيمبي | ضد | المغرب الفاسي |
| ------------ | -- | ------------- |
|              |    |               |

| المغرب الفاسي | ضد | سانشاين ستارز |
| ------------- | -- | ------------- |
|               |    |               |

| شبيبة القبائل | ضد | موتيما بيمبي |
| ------------- | -- | ------------ |
|               |    |              |

| سانشاين ستارز | ضد | المغرب الفاسي |
| ------------- | -- | ------------- |
|               |    |               |

| موتيما بيمبي | ضد | شبيبة القبائل |
| ------------ | -- | ------------- |
|              |    |               |

| شبيبة القبائل | ضد | المغرب الفاسي |
| ------------- | -- | ------------- |
|               |    |               |

| موتيما بيمبي | ضد | سانشاين ستارز |
| ------------ | -- | ------------- |
|              |    |               |

| سانشاين ستارز | ضد | شبيبة القبائل |
| ------------- | -- | ------------- |
|               |    |               |

| المغرب الفاسي | ضد | موتيما بيمبي |
| ------------- | -- | ------------ |
|               |    |              |

## وصلات خارجية
- كأس الكونفدرالية الأفريقي